# Paweł Mieczkowski
Paweł Mieczkowski – polski inżynier i nauczyciel akademicki, doktor habilitowany nauk technicznych. Profesor nadzwyczajny Katedry Dróg i Mostów Wydziału Budownictwa i Inżynierii Środowiska Zachodniopomorskiego Uniwersytetu Technologicznego, a także kierownik Katedry Inżynierii Budowlanej i Komunikacyjnej tego wydziału.

## Życiorys
W 1997 roku rozpoczął pracę w NCC Industri Polska, w którym kierował laboratorium drogowym i działem technologicznym. W listopadzie 1999 roku obronił doktorat zatytułowany Uzasadnienie wymagań wytrzymałościowych dla betonu asfaltowego na skrzyżowaniach miejskich na Wydziale Budownictwa i Architektury Politechniki Szczecińskiej. Podjął pracę jako adiunkt na macierzystej uczelni. W 2007 roku został głównym technologiem w przedsiębiorstwie drogowym Eurovia. Prowadził badania w zakresie opracowania mieszanek mineralno-asfaltowych na zimno z udziałem cementu oraz badania nad wykorzystaniem ekologicznych związków węglowodorowych z ośrodkami z Francji i Czech. W latach 2007–2012 wyniki jego badań nad wymianą ciepła pomiędzy nakładaną warstwą mieszanki mineralno-asfaltowej, a otoczeniem były wdrażane podczas nakładania warstw ścieralnych w Szczecinie w niekorzystnych warunkach atmosferycznych.
3 grudnia 2014 habilitował się na podstawie oceny dorobku naukowego i pracy zatytułowanej Modelowanie procesu wymiany ciepła między gorącą mieszanką mineralno-asfaltową a środowiskiem na etapie zagęszczania. W czerwcu 2017 roku został członkiem rady naukowej przy Generalnym Dyrektorze Dróg Krajowych i Autostrad. Został mianowany kierownikiem Katedry Inżynierii Budowlanej i Komunikacyjnej Wydziału Budownictwa i Inżynierii Środowiska Zachodniopomorskiego Uniwersytetu Technologicznego.
Jest recenzentem 5 prac doktorskich i promotorem jednego doktoratu, a także promotorem ponad 45 dyplomowych prac magisterskich i 15 prac inżynierskich, ponadto recenzował 55 prac magisterskich i 3 prace inżynierskie. Recenzuje także artykuły naukowe w międzynarodowych czasopismach The Baltic Journal of Road and Bridge Engineering i Archives of Civil and Mechanical Engineering oraz polskim Drogownictwie. Opublikował 33 artykuły naukowe.